# Cueva de Urnieta
La cueva de Urnieta es una gruta situada en el municipio guipuzcoano del mismo nombre.

## Descripción
La cueva, situada en el término municipal de Urnieta, viene descrita por Gabriel Puig y Larraz en la obra titulada Cavernas y simas de España (1896) con las siguientes palabras:

Cueva de Urnieta.―Hállase en el monte así llamado, en el tercio superior del mismo: la boca es de forma irregular, pero bastante ancha para poderse pasar con facilidad; este agujero se encuentra en el techo de una cavidad de 6,5 metros de altura, de modo que para penetrar hay que hacerlo por medio de cuerdas; la amplitud total de este gran anchurón es de unos 70 metros de N. á S. y 17 de E. á O. En las paredes se ven diferentes aberturas, que dan paso á galerías que no han sido exploradas más que á corta distancia de sus respectivas bocas; tanto en el anchurón dicho como en éstas, se ofrecen abundantes productos estalactíticos.
(Puig y Larraz, 1896, p. 157)

Está protegida bajo la categoría de «conjunto monumental».